# Das Mädchen vom Korallenriff
Das Mädchen vom Korallenriff (Originaltitel Age of Consent, deutsch etwa sexuelle Mündigkeit) ist ein australischer Film aus dem Jahr 1969. Das Liebeskomödien-Filmdrama war der vorletzte Spielfilm des britischen Regisseurs Michael Powell. Das Drehbuch schrieb Peter Yeldham nach dem 1935 erschienenen, teils autobiographischen Roman Age of Consent von Norman Lindsay. Dieser starb im Jahr, als der Film veröffentlicht wurde. In den Hauptrollen spielen James Mason, der den Film coproduzierte, Helen Mirren in ihrer ersten Kinohauptrolle, der irische Charakterdarsteller Jack MacGowran und die Australierin Neva Carr Glyn. Kinostart in Deutschland war der 28. November 1969.

## Handlung
Bradley Morahan ist ein in New York City lebender australischer Maler, der des Erfolgs und Lebens in der Großstadt überdrüssig ist. Um wieder zu alter Schaffensstärke zu gelangen, entscheidet er sich für eine Rückkehr nach Australien, wo er eine Hütte auf einer dünn besiedelten Insel im Great Barrier Reef bezieht.
Morahan begegnet an seinem neuen Domizil der jungen, wild aufgewachsenen Cora Ryan, die bei ihrer einzigen Verwandten wohnt, ihrer schwierigen, Gin-saufenden Großmutter Ma. Cora verkauft Morahan selbstgefangene Meerestiere. Ein ihm später verkauftes, von der Nachbarin Isabel Marley gestohlenes Huhn führt dazu, dass Morahan des Diebstahls verdächtigt wird. Er bezahlt Isabel das Huhn und bringt Cora dazu, dass sie nicht mehr zu stehlen verspricht. Da sie Geld spart, um sich ihren Traum zu erfüllen, wegzugehen von der Insel und Friseurin in Brisbane zu werden, bezahlt er sie als Model. Gleichzeitig inspiriert sie ihn; sie wird seine künstlerische Muse.
Morahans Arbeit wird unterbrochen, als sein schmarotzender Langzeitbekannter Nat Kelly auf der Insel auftaucht. Dieser versteckt sich wegen Alimente-Schulden vor der Polizei. Als Morahan sich weigert, Geld zu verleihen, nistet sich Kelly erstmal bei ihm ein. Nach einigen Tagen ist Morahans Geduld mit dem ungebetenen Gast langsam erschöpft, doch dieser macht sich an Isabel ran in der Hoffnung, dort an Geld zu gelangen. Stattdessen macht sie sich unerwartet über ihn her. Am nächsten Tag reist Kelly überstürzt ab, zusammen mit von Morahan gestohlenem Geld und einigen seiner Gemälde.
Ma erwischt Cora, wie sie nackt für Morahan posiert. Sie beschuldigt ihn, es mit ihrer minderjährigen Enkelin zu treiben. Er protestiert. Schließlich gibt er Ma das wenige Restgeld, um sie loszuwerden.
Als Cora entdeckt, dass Ma ihr Geldversteck gefunden hat, stellt sie ihr nach. Nach einem harten Kampf fällt Ma einen Hügel hinunter und bricht sich das Genick, woran sie stirbt. Der örtliche Polizist strengt keine weiteren Untersuchungen an, da die Großmutter als Alkoholikerin bekannt ist.
Später besucht Cora Morahan in seiner Hütte, ist aber enttäuscht, dass er sie nur als Model betrachtet. Sie läuft weg, Morahan folgt ihr aber ins Wasser und erkennt sie endlich als begehrenswerte junge Frau.

## Produktion
Norman Lindsays Roman war 1938 veröffentlicht worden und wurde in Australien verboten. Eine Filmversion wurde 1961 vom Produzenten Oscar Nichols angekündigt, der sich Dan O’Herlihy und Glynis Johns in den Hauptrollen vorstellte. 1962 erlangte Michael Pate die Rechte und brachte Michael Powell in Kontakt mit dem Stoff. Sie beauftragten Peter Yeldham mit dem Schreiben der Leinwandadaption.
Mehrere Änderungen wurden an Lindsays Roman vorgenommen, darunter die Verlagerung des Standortes von New South Wales zum Great Barrier Reef und die Darstellung des Künstlers, der von erfolglos zu erfolgreich verändert wurde. Der Großteil des Budgets wurde von Columbia Pictures in London bereitgestellt.
Bevor die Dreharbeiten auf Age of Consent begannen, sagte der Regisseur Michael Powell

“My next film is the story of a painter who believes that he will no longer paint and of a girl who persuades him to begin again...He will probably end up painting her; but to see a painter sit down and paint a girl, this could be exciting, but I had the hardest time explaining to my scriptwriter that this didn't excite me at all. What interested me was the problem of Creation and the fact that this creation in the case of the painter was very physical. He will have to struggle, to fight, even more strongly than he will move away from reality. It will be a slightly bitter comedy that I will produce with James Mason who will play the leading role.”

„Mein nächster Film ist die Geschichte eines Malers, der glaubt, dass er nicht mehr malen wird, und eines Mädchens, das ihn überredet, wieder von vorne anzufangen.... Er wird sie wahrscheinlich schließlich malen; aber zuzusehen, wie ein Maler sich hinsetzt und ein Mädchen malt, kann aufregend sein, aber es fiel mir schwer, meinem Drehbuchautor zu erklären, dass mich das überhaupt nicht reizt. Was mich interessierte, war das Problem der Entstehung und die Tatsache, dass diese Entstehung im Falle eines Malers sehr physisch abläuft. Er muss sich anstrengen, kämpfen, mehr noch, als er sich von der Realität lösen muss. Es wird eine etwas bittere Komödie sein, die ich mit James Mason produzieren werde, der die Hauptrolle spielen wird.“

Powell und Mason wollten zuvor bereits zusammenarbeiten (in Ich weiß wohin ich gehe), hatten sich aber finanziell nicht einigen können, außerdem war Mason nicht bereit, nach Schottland zu gehen. Nach Age of Consent versuchte Powell, Mason für seine Version von Shakespeares The Tempest zu gewinnen, einem Projekt, das nie verwirklicht wurde.
Ursprünglich sollte eine unbekannte 17-jährige australische Schauspielerin als Gegenpol zu Mason besetzt werden; am Ende wurde die 22-jährige Helen Mirren ausgewählt.
James Mason traf seine spätere Frau Clarissa Kaye bei den Dreharbeiten zu diesem Film; sie spielte die Meg, Bradleys Ex-Freundin in Australien. Ihre gemeinsame Szene fand im Bett statt, und Kaye, die sich zu dem Zeitpunkt von einer Lungenentzündung erholte, fieberte mit 39 °C. Nach den Dreharbeiten begann Mason mit Kaye zu korrespondieren; sie heirateten 1971 und blieben bis zu Masons Tod 1984 zusammen. Clarissa Kaye wurde manchmal als Clarissa Kaye-Mason genannt.
Die Dreharbeiten begannen im März 1968 in Brisbane, u. a. auf der Rennbahn Albion Park. Weitere Drehorte waren Originalschauplätze auf Dunk Island und Purtaboi Island auf dem Great Barrier Reef vor der Küste von Queensland. Die Innenaufnahmen wurden im Ajax Film Centre in den östlichen Vororten von Sydney durchgeführt.
Die Unterwasser-Filmaufnahmen von Ron und Valerie Taylor waren ihre erste Arbeit für einen Spielfilm.

## Titel
Der Originaltitel Age of Consent bezieht sich auf die im Sexualstrafrecht gesetzte Grenze zur sexuellen Mündigkeit und bezeichnet das Ende des Schutzalters. Ende der 1960er Jahre lag dies in Queensland in Australien, wo der Hauptort der Filmhandlung liegt, bei 16 Jahren. Helen Mirren war mit 22 Jahren beim Dreh deutlich zu alt für die Rolle der Cora, die entsprechend dem Originaltitel vielleicht 15 oder 16 Jahre alt sein dürfte. Die Nacktaufnahmen Mirrens sind insofern zumindest keine Jugendpornographie.

## Zensur
Obwohl Das Mädchen vom Korallenriff zunächst ungeschnitten in Australien veröffentlicht worden war und auch beim British Board of Film Classification ohne Schnittanweisungen durchgegangen war, entschied der Filmverleiher Columbia Pictures, die Bettszene mit James Mason und Clarissa Kaye zu Beginn des Films zu schneiden. Weiterhin fielen einige Nacktaufnahmen von Helen Mirren der Schere zum Opfer. Dadurch verblieben von den ursprünglich 106 Minuten nur 98 Minuten; in dieser Fassung wurde der Film in Großbritannien und den Vereinigten Staaten veröffentlicht. Der Verleih war darüber hinaus unzufrieden mit der Filmmusik von Peter Sculthorpe, weshalb sie von Stanley Myers ersetzt wurde. Sowohl die geschnittenen Szenen als auch der Soundtrack wurden 2005 wiederhergestellt.

## Kritik
Das Mädchen vom Korallenriff war in Australien ein sehr großer Erfolg, sowohl was Kritiken angeht als auch die Kinobesuche. Der Film lief sieben Monate ununterbrochen in einem Kino in Sydney. Die Einspielergebnisse beliefen sich auf etwa 981.000 australische Dollar (AUD), was inflationsbereinigt im Jahr 2017 einem Wert von etwa 11.541.000 AUD (etwa 7,2 Millionen Euro) entsprach. Der Film war 1969 der dreizehntpopulärste Film in Australien.
In Großbritannien und den USA waren Kritiken nicht vergleichbar positiv. Penelope Mortimer schrieb im Observer: „I tremendously admire James Mason and believed, until I saw Age of Consent, that he could do no wrong...It is best forgiven and forgotten“ („Ich bewundere James Mason ungemein und glaubte, bis ich Age of Consent gesehen hatte, dass er nichts falsch machen könne.... [Den Film] verzeihen wir ihm am besten.“) Der Rezensent der Variety schrieb: „The film has plenty of corn, is sometimes too slow, repetitious and badly edited...Yet [it] has immense charm, and the photography and superb scenery make it a good travelog ad for the Great Barrier Reef.“ („Der Film hat viel Schmalz, ist manchmal zu langsam, repetitiv und schlecht geschnitten.... Doch [er] hat einen immensen Charme, und die Kameraaufnahmen und die herrliche Landschaft machen ihn zu einer guten Reisewerbung für das Great Barrier Reef.“)
Das Lexikon des internationalen Films fasste den Film mit den Worten „Schön bebilderte, auf Bedeutsamkeit bedachte Aussteigerstory im Illustriertenstil.“ zusammen.